# Gare de Biarritz

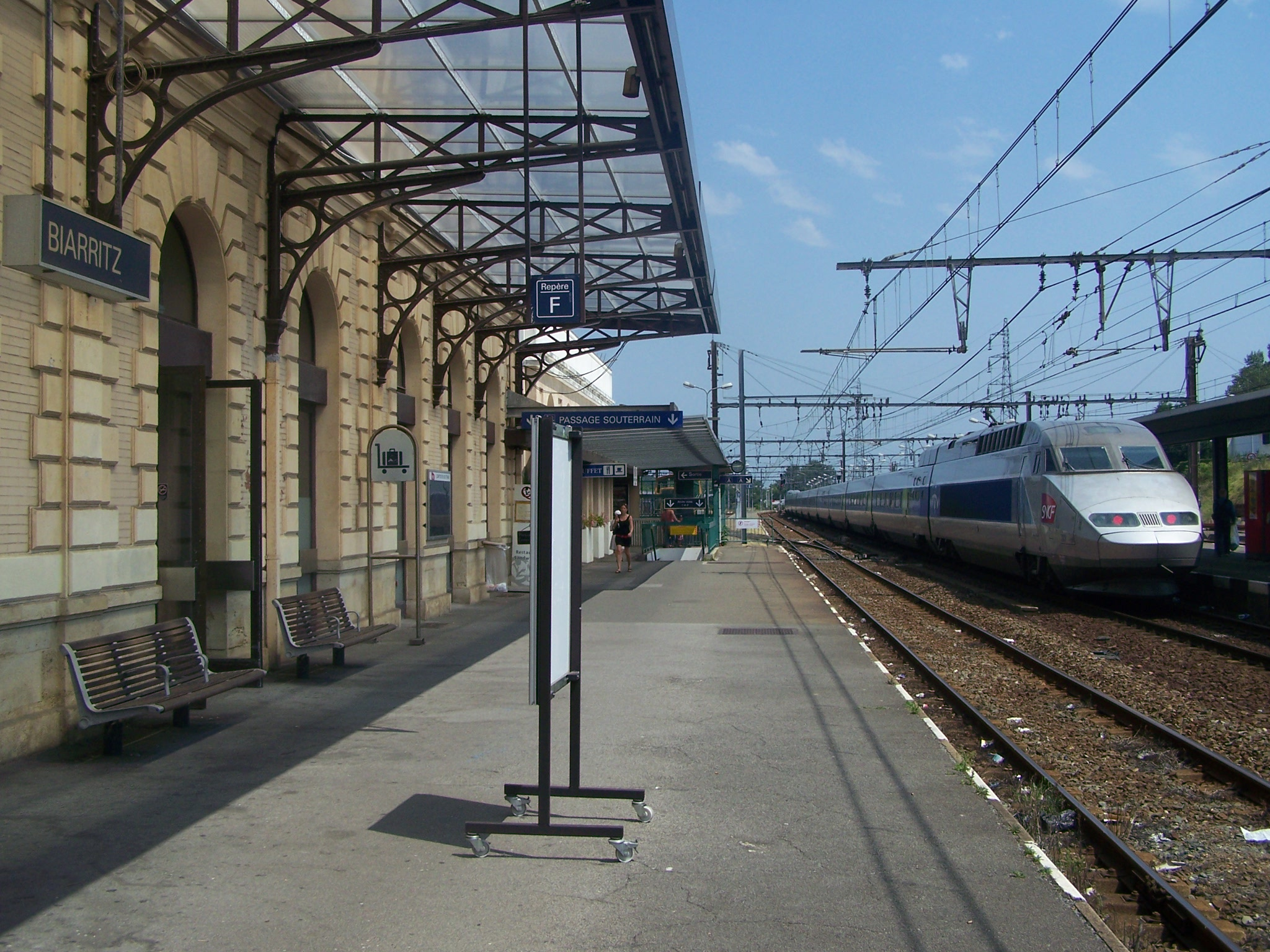
TGV z Paryża do Hendaye

Gare de Biarritz – stacja kolejowa w Biarritz, w regionie Nowa Akwitania (departament Pireneje Atlantyckie), we Francji, na 207,291 km linii kolejowej Bordeaux – Irun. Znajduje się w dzielnicy La Négresse. Na stacji znajdują się 2 perony.
Stacja jest obsługiwana przez pociągi TER Aquitaine, TGV, Corail Lunéa i Corail Intercités. W 2022 roku obsłużyła 731 466 pasażerów.

## Historia
Stację oddano do użytku w 1864 roku w ramach budowy połączenia kolejowego Paryż – Madryt. Ponieważ znajdowała się w pewnej odległości od centrum i głównych atrakcji turystycznych miasta, od początku XX wieku rozważano budowę dodatkowego dworca w Biarritz. Ostatecznie w 1911 roku oddano do użytku dworzec Gare de Biarritz-Ville wraz z linią kolejową, łączącą go z głównym dworcem. Gare de Biarritz stał się wówczas stacją węzłową aż do 1980 roku, kiedy zlikwidowano odcinek do Biarritz-Ville i zamknięto położoną w centrum stację.

## Połączenia
- Bajonna
- Bordeaux
- Dax
- Genewa
- Hendaye
- Irun
- Lille
- Nicea
- Paryż Austerlitz
- Paryż Montparnasse
- Tuluza